# Jean-François Demeure
Jean-François Demeure est un artiste plasticien français né en 1946 à Civray (Vienne).

## Biographie
Formé à l'école des beaux arts de Nice dans les années 1960, Jean-François Demeure s'intéresse tout particulièrement à la sculpture. À partir de 1973 et jusqu'en 2012 il enseigne la culture générale puis le volume et l'espace à l'École Nationale Supérieure d'Art de Limoges. Depuis 1976 il a participé à plus de 90 expositions personnelles ou collectives dans des galeries (Charles Sablon-Paris, UGA-Tokyo, Janos-Paris, Satellite- Paris, Lavitrine-Limoges...), des musées et des centres d'art (Atelier 340 muzeum à Bruxelles, musée d'art contemporain de Rochechouart, the butter museum à Cork, musée Tanaka Isson à Amami, ENSA de Limoges...).
En 1983 il participe au lancement du parc de sculptures de l'Ile de Vassivière en Limousin qui évolue ensuite en Centre international d'art et du paysage. En 1992 il est invité au Salon de Montrouge. En parallèle à toutes ces activités il participe à diverses résidences à l'étranger (Italie, Portugal, Canada, Irlande, Chine).
Ses œuvres sont visibles dans l'espace public en France (place de l'amitié entre les peuples à Saint-Ouen, école maternelle de Villeneuve-les-Salines à La Rochelle, rue de la sagesse à Périgueux, Castelnaud-la-Chapelle en Dordogne etc) mais aussi en Turquie - Avsa Adasi, au Japon - Minatoyama park ou au Liban - jardin de sculptures de Râchâna.
Depuis 2007 il est membre de NOPOTO qui organise chaque année une expo-vente à Paris.
Son travail est également présent au sein plusieurs collections publiques et de nombreuses collections privées aussi bien en France qu'à l'étranger.

## L'œuvre

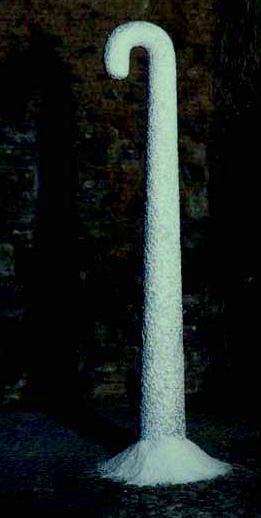
Canne blanche (marbre et sel)

### Les sculptures
Jean-François Demeure pratique un art protéiforme où la sculpture tient néanmoins une place centrale. La pierre est son matériau de prédilection mais il l'utilise sous une forme contemporaine et conceptuelle. Ses œuvres installent des relations dichotomiques entre ses éléments constitutifs : lourd/léger, fragile/solide, vivant/inerte, dur/mou, plein/vide. Le rapport au temps occupe également une place centrale dans son travail.

### Les sculptures minces[8]
La sculpture est également présente sur nombre de ses œuvres sur châssis. Les supports, papier ou carton, sont alors perforés, embossés, incisés créant en relief toutes sortes de motifs abstraits ou non et parfois associés à des matériaux divers. À côté de ce travail, il développe une série d'aquarelles colorées inspirées notamment par la philosophie analytique américaine. Le texte, poétique ou philosophique, drôle ou sérieux, est d'ailleurs un autre pivot de l'œuvre de Jean-François Demeure.

### Le livre et la vidéo

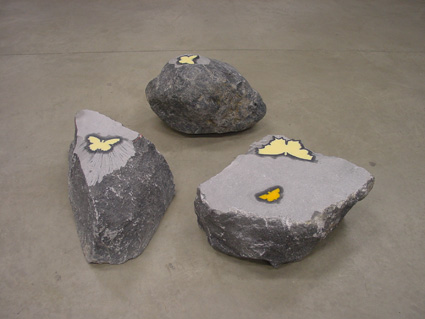
Trois sculptures de la série Butterflies

Le livre d'artiste et l'écriture occupent également une place importante dans le parcours de Jean-François Demeure. En témoignent les nombreux livres réalisés avec des éditeurs spécialisés : "Hymen (jeu de l')", Sixtus édition, 1992, "Le gai rire", Sixtus édition, 1998, "Zones limites", Sixtus édition, 1999, "Monet en Creuse. Le printemps d'une méthode", Culture et patrimoine, 2011, "Double vue", La Regondie, 2016, etc.
Enfin, une douzaine de vidéos ont été produites en relation avec des installations ("Buttercups sculptures", "Hausmann pédalodadasophe") ou en tant que projet spécifique ("Ucello", "Monet, Eaux semblantes, l'imprévu exact").